# Manikrao Hodlya Gavit
Manikrao Hodlya Gavit (en maratí: माणिकराव होडल्या गावित) (Distrito de Nandurbar, Raj británico, 29 de octubre de 1934 – Nashik, India, 17 de septiembre de 2022) fue un político indio. Miembro del Congreso Nacional Indio (INC), representó a la circunscripción de Nandurbar desde 1980 hasta 2014, ganando las elecciones generales indias de forma consecutiva en nueve ocasiones, marcando un récord.
Gavit fue miembro de la 7.ª, 8.ª, 9.ª, 10.ª, 11.ª, 12.ª, 13.ª y 14.ª Lok Sabha. En su 14.ª legislatura, fue Ministro de Estado en el Ministerio del Interior del gobierno de Manmohan Singh hasta el 6 de abril de 2008, cuando se le pidió que dimitiera. Alegó que la presidenta del Congreso Nacional Indio, Sonia Gandhi, le dijo que estaba presionada para destituirlo.[cita requerida] Fue elegido por novena vez consecutiva por la circunscripción de Nandurbar en las elecciones generales de India de 2009.
Gavit había sido nombrado presidente pro tempore de la 15.ª Lok Sabha por la presidenta Pratibha Patil. Como presidente pro tempore, desempeñó las funciones de presidente hasta la elección de un nuevo presidente de Lok Sabha. Fue ministro de Estado del departamento de Justicia Social.

## Puestos ocupados
A continuación, algunas de las afiliaciones y representaciones políticas de Manikrao Gavit.
- 1965-71 Miembro de Navapur Village Panchayat, Distrito. Dhule, Maharashtra
- 1971-78 Presidente del Comité de Bienestar Social, Zila Parishad, Dhule, Maharashtra
- 1978-84 Vicepresidente del Comité del Congreso del Distrito (Indira) [D.C.C.(I)], Distrito. Dhule, Maharashtra
- 1980-81 Miembro de la Asamblea Legislativa de Maharashtra; Presidente de la Comisión de Bienestar Social.
- 1981 Elegido para el 7.º Lok Sabha
- 1984 Reelegido para el 8.º Lok Sabha (2.º mandato)
- 1989 Reelegido para el 9.º Lok Sabha (3.er mandato)
- 1990-91 Miembro de la Comisión de Ausencia de Diputados en las Sesiones de la Cámara
- 1990-96 Miembro del Comité Consultivo del Ministerio de Petróleo y Productos Químicos
- 1991 Reelegido para el 10.º Lok Sabha (4.º mandato)
- 1991-93 Miembro del Comité Consultivo del Ministerio de Ferrocarriles (dos mandatos)
- 1996 Reelegido para la 11.ª Lok Sabha (5.º mandato)
- 1998 Reelegido para la 12.ª Lok Sabha (6.º mandato)
- 1998-99 Miembro de la Comisión de Trabajo y Bienestar Social
- Miembro del Comité Consultivo del Ministerio de Petróleo y Gas Natural
- 1999 Reelegido para la 13.ª Lok Sabha (7.ª legislatura)
- 1999-2000 Miembro de la Comisión de Ausencia de Diputados en las Sesiones de la Cámara
- Miembro de la Comisión de Ferrocarriles
- 1999-2001 Miembro de la Comisión de Bienestar de las Castas y Tribus Desfavorecidas
- 2000-2004 Miembro del Comité Consultivo del Ministerio de Petróleo y Gas Natural
- 2004 Reelegido para la 14.ª Lok Sabha (8.ª legislatura)
- 23 de mayo de 2004 Secretario de Estado del Interior de la Unión
- 2009 Reelegido para la 15.ª Lok Sabha (9.ª legislatura)
- 1 de junio de 2009 Presidente pro tempore
- 31 de agosto de 2009 Miembro de la Comisión de Desarrollo Rural
- 7 de octubre de 2009 Presidente de la Comisión de Ética
- 22 de julio de 2013 Secretario de Estado de Justicia Social y Capacitación.[7]

En las elecciones generales de 2014, Manikrao Gavit perdió el escaño de Nandurbar frente a Heena Gavit por un margen de 106.905 votos.